# Бистрица (манастир, Молдова)
Манастирът Бистрица (на румънски: Mănăstirea Bistrița) е един от двата православни манастира с това име в Румъния. Другият манастир Бистрица е във Влашко. Молдовският е по-стар с близо век.
Намира на 8 км западно от Пятра Нямц. Църквата е осветена през 1402 г., като ктиторска на молдовския войвода Александру чел Бун, чийто мощи се съхраняват тук. Манастирската черква е исторически и археологически ценна със своите особености на византийската архитектура за времето си. Тя е богато украсена, а входната ѝ врата от 15 век е с изящна изработка. Богато изографисана.
Манастирът е заобиколен от 4-метрова каменна стена, построена по време на управлението на Петру Рареш (1541–1546), след като според легендата оригиналната е разрушена през 1538 г. от армията на Сюлейман Великолепни. От това време е датиран и параклисът, разположен на север от манастира. Във вътрешния двор е камбанарията - построена през 1498 г. от Стефан Велики. С обширната си реставрация на манастира през 1554 г., Александър III Лепушняну също се смята за ктитор.
Счита се, че манастирът е дарение за православния народ на Молдова от управляващата страната династия Мушати (1374-1546). Името на династията идва от Мушата (Маргарита), дъщеря на Богдан I.

## Чудотворната икона
Чудотворната икона на св. Анна е подарена на манастира през 1407-1408 г. от съпругата на войводата Александру I - Ана. Според традицията, иконата е „патронажен подарък“ на ктиторката Ана от императрица Елена Драгаш. Иконата е реставрирана през 18 век и през 1853 г. е поставена в нова рамка от резбовано и позлатено дърво на кипарис. Иконата е изпратена през 1401 г. от Константинопол за Сучава по Григорий Цамблак и архонта Мануил, след което от Сучава поема в тържествено религиозно шествие към манастира през 1407/08 г. Начело на шествието е господарката на молдовската земя - Ана.
В музея на манастира се помещава важна колекция на средновековното иконографско изкуство. 